# Pedro de Mena

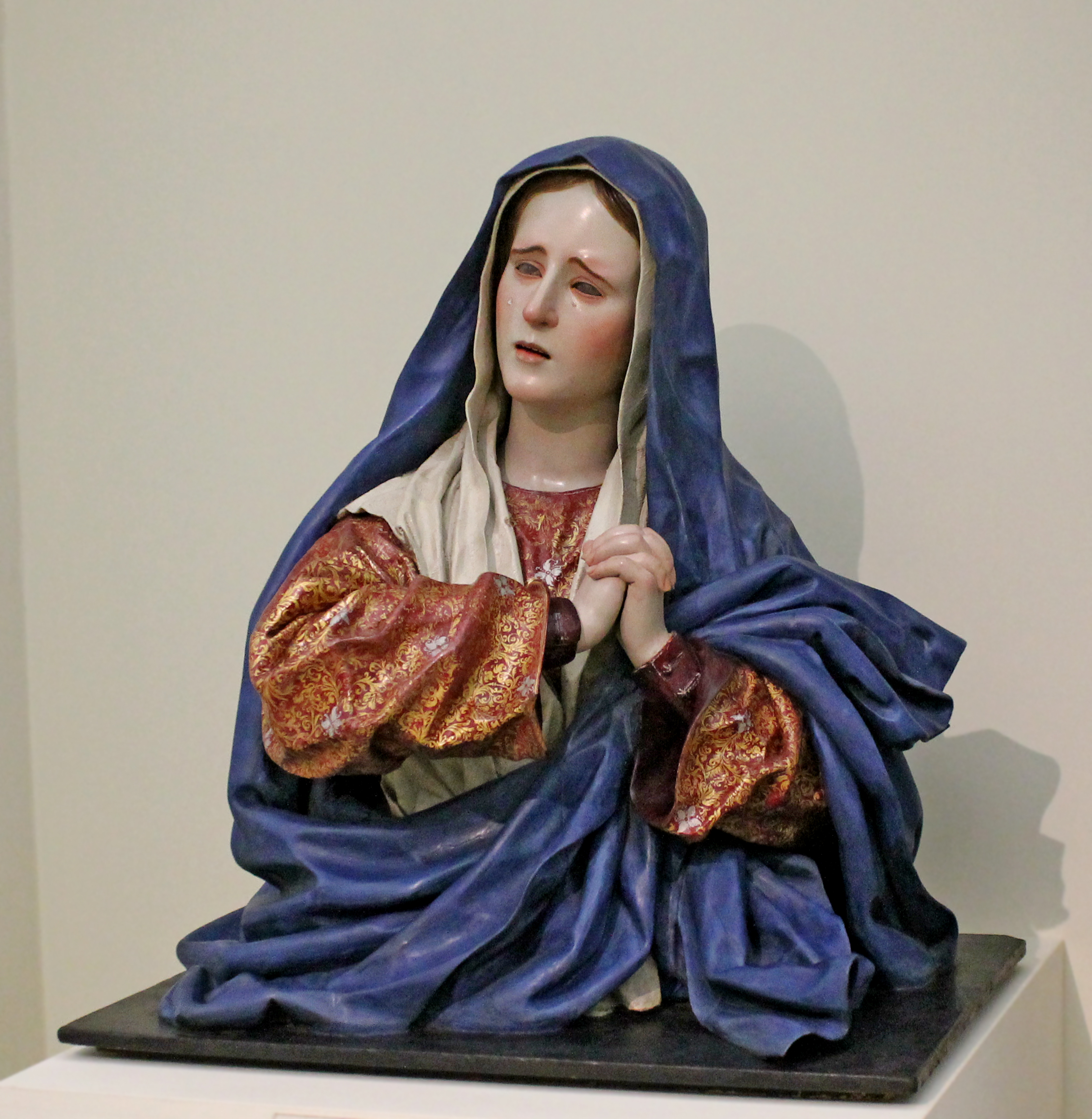
de Menas Mater Dolorosa in der Königlichen Akademie der Schönen Künste San Fernando in Madrid.

Pedro de Mena y Medrano (getauft 20. August 1628 in Granada; † 13. Oktober 1688 in Málaga) war ein spanischer Bildhauer des Barock.
Pedro de Mena, dessen genaues Geburtsdatum unbekannt ist, dessen Taufurkunde aber vom 20. August 1628 datiert, war der Sohn des Bildhauers Alonso de Mena (1587–1646), dessen Werkstatt er nach seinem Tod zusammen mit seinem Bruder übernahm. Ab 1652 teilten sie sich die Werkstatt mit Alonso Cano, dem vormaligen Haupt der Sevillaner Bildhauerschule, als dessen Schüler sich Pedro de Mena sah. Ab 1658 arbeitete er in der spanischen Stadt Málaga, wo er in vier Jahren 40 Holzreliefs am Chorgestühl der Kathedrale (Santa Iglesia Catedral Basílica de la Encarnación) schuf, die als sehr realistisch und zugleich von tiefer Religiosität geprägt empfunden werden. Weitere bekannte Werke Menas sind eine Statue des Heiligen Franziskus von Assisi aus dem Jahre 1663, die in der Kathedrale von Toledo zu sehen ist, sowie die Heilige Maria Magdalena im Museo Nacional de Escultura in Valladolid.
Während Menas Werke in Spanien weit verbreitet sind, haben sie erst in jüngerer Zeit durch einige Kunstausstellungen außerhalb Spaniens Aufmerksamkeit erweckt und in Museen anderer Länder Einzug gefunden. Eine bislang unbekannte, erst kürzlich durch Zufall entdeckte Maria Inmaculada Concepción, konnte für die Liebighaus Skulpturensammlung in Frankfurt am Main erworben werden. Sie wird seit 2023 in einem mehrjährigen Projekt aufwändig restauriert.

## Werke
- Inmaculada Concepción  de Alhendín (Granada)
- San Antonio, Convento de San Antonio, Montefrío
- Virgen de la Sangre (1672), Hermandad de la Vera Cruz. Rute (zugeschrieben)
- Soledad y Quinta Angustia. Cabra (zugeschrieben)
- Magdalena penitente. Museo Nacional de Escultura (Valladolid)
- Magdalena penitente. Iglesia de San Miguel y San Julián, Valladolid
- Magdalena penitente. Iglesia de la Magdalena, Valladolid
- San Pedro de Alcántara. Museo Nacional de Escultura (Valladolid)

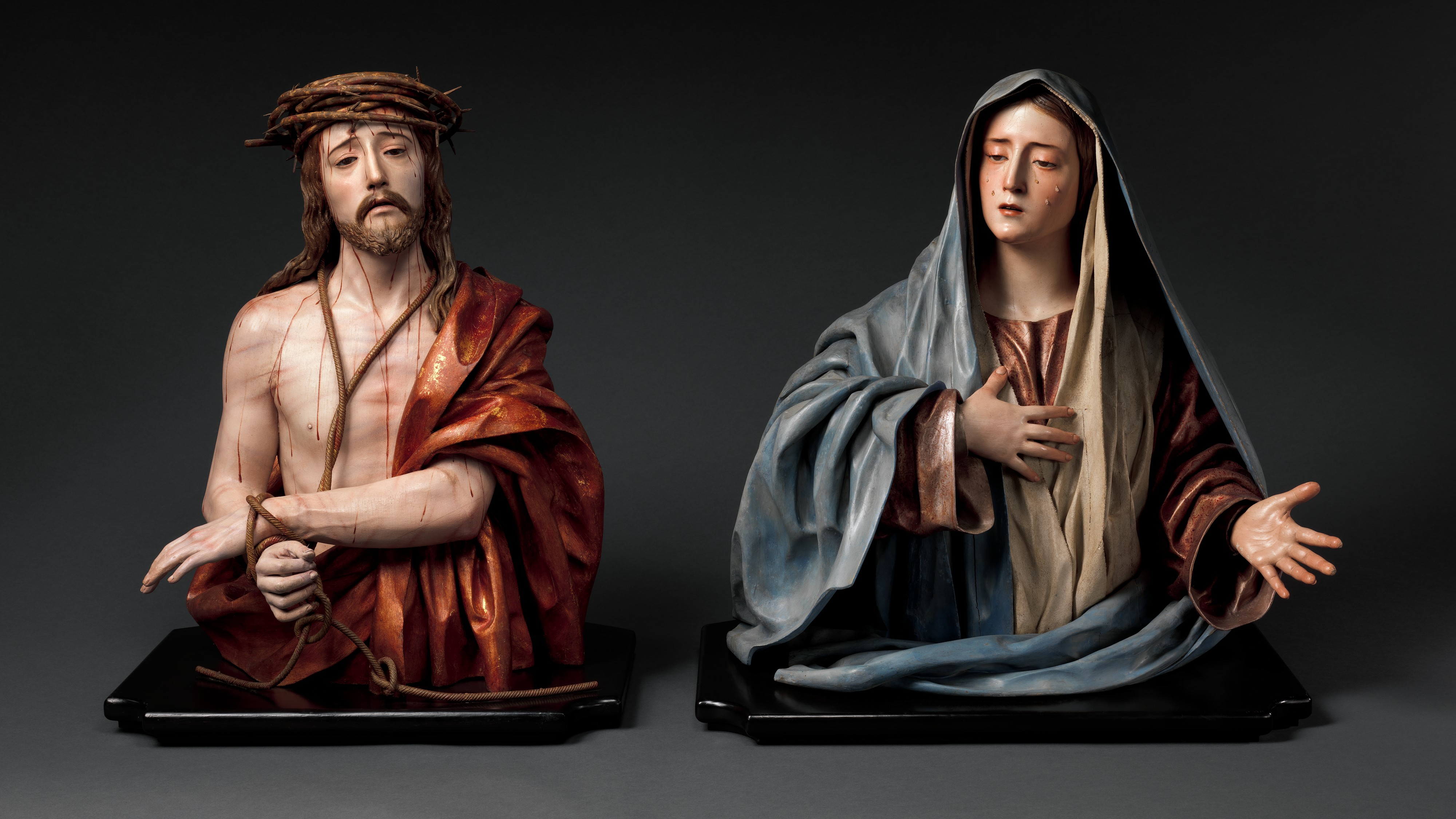
Paarbüsten Ecce Homo und Mater dolorosa. Metropolitan Museum of Art, New York

- Paarbüsten Ecce Homo und Mater dolorosa. Diözesan- und Kathedralmuseum (Valladolid)
- Paarbüsten Ecce Homo und Mater dolorosa. Museo del Císter, Málaga
- Paarbüsten Ecce Homo und Mater dolorosa. Museum von Málaga
- Paarbüsten Ecce Homo und Mater dolorosa. Iglesia de San Pedro Apóstol. Budia (Guadalajara)

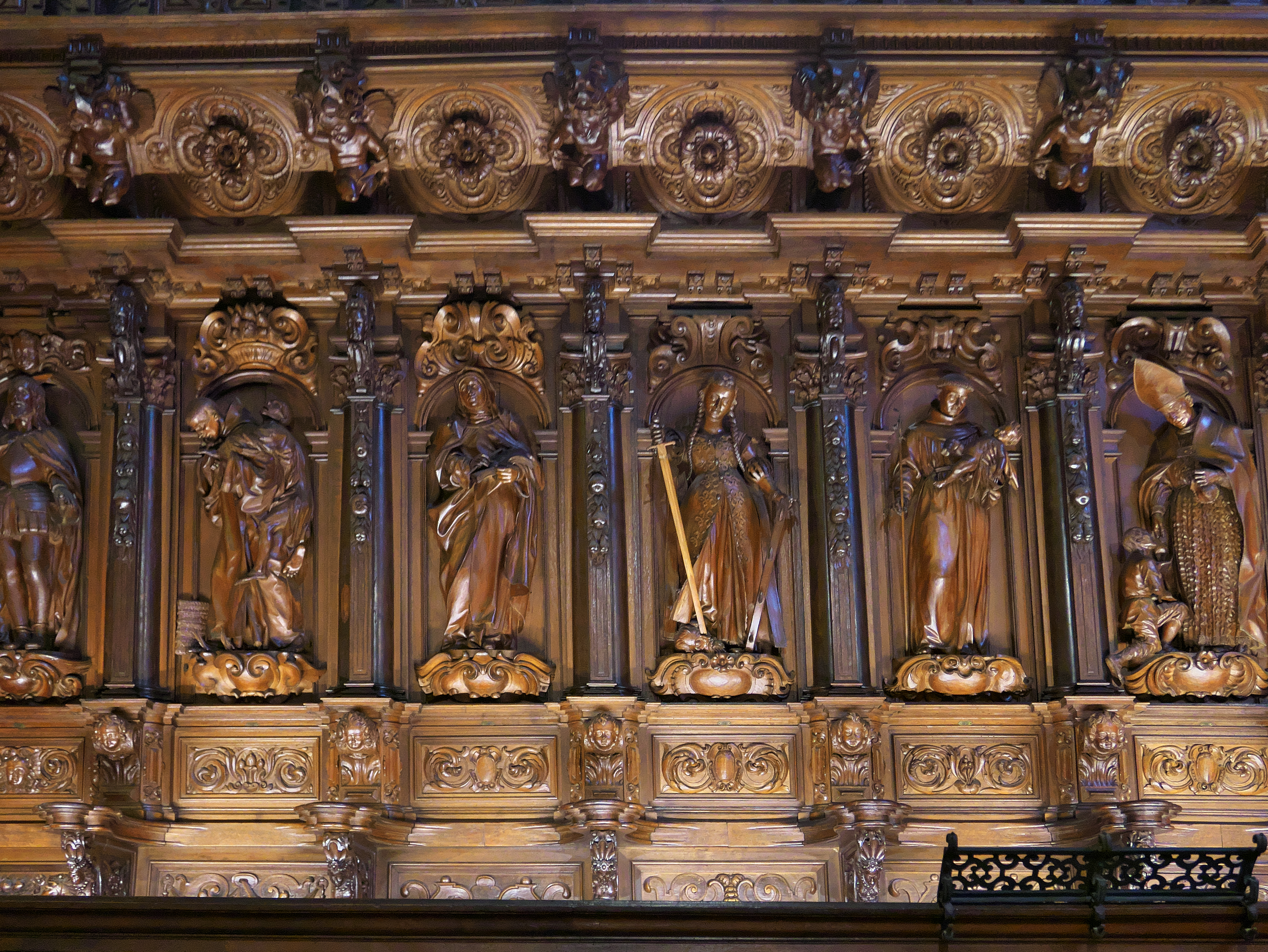
Kathedrale von Málaga, Chorgestühl

- Gestühl des Hochchors der Santa Iglesia Catedral Basílica de la Encarnación, Málaga
- San Francisco de Asís, Kathedrale von Toledo
- Los Reyes Católicos. Kathedrale von Granada
- Los Reyes Católicos. Santa Iglesia Catedral Basílica de la Encarnación
- La Dolorosa, Museum der Real Academia de Bellas Artes de San Fernando, Madrid
- San Pascual Baylón. Museum der Kathedrale von Málaga
- Inmaculada. Iglesia de San Nicolás de Bari, Murcia
- María Santísima de la Esperanza. Basílica de la Esperanza (Málaga)
- Inmaculada. Museo del Císter, Málaga
- Inmaculada. Seminar von Málaga (kürzlich entdeckt)
- San Juan Bautista Niño, (1674), Museo de Bellas Artes de Sevilla
- Grupo escultórico del Sagrado Lavatorio. Ermita de Dios Padre de Lucena
- Cristo de la Buena Muerte y Ánimas (Cristo de Mena). Iglesia de Santo Domingo, Málaga (1931 bei Brandanschlägen auf spanische Klöster zerstört; ein Teil eines unverbrannten Beins der ursprünglichen Skulptur ist im Museum des Bischofspalastes ausgestellt, der Fuß wird von der Kongregation von Mena aufbewahrt).
- Virgen de Belén. Iglesia de Santo Domingo, Málaga (1931 bei Brandanschlägen auf spanische Klöster zerstört)
- Ecce homo y Dolorosa. Parroquia del Carmen (1931 bei Brandanschlägen auf spanische Klöster zerstört)
- La Soledad. Parroquia de San Pablo, Málaga (1931 zerstört)
- Virgen de las Lágrimas. Iglesia de los Santos Mártires, Málaga (1931 bei Brandanschlägen auf spanische Klöster zerstört)
- San Pedro de Alcántara. Iglesia de los Santos Mártires (1931 bei Brandanschlägen auf spanische Klöster zerstört)
- Bustos de jesuitas. Iglesia de Santiago Apóstol, Málaga (1931 bei Brandanschlägen auf spanische Klöster zerstört)
- San Juan de Dios. Parroquia de Santiago Apóstol (1931 bei Brandanschlägen auf spanische Klöster zerstört)
- Dolorosa de las Servitas. Iglesia de San Felipe Neri, Málaga (1931 bei Brandanschlägen auf spanische Klöster zerstört)
- Santa Ana. Parroquia de San Felipe Neri (1931 bei Brandanschlägen auf spanische Klöster zerstört)
- San José. Parroquia de San Felipe Neri (1931 bei Brandanschlägen auf spanische Klöster zerstört)
- San Joaquín. Parroquia de San Felipe Neri (1931 bei Brandanschlägen auf spanische Klöster zerstört)
- Dolorosa. Convento de San Agustín, Málaga (1931 bei Brandanschlägen auf spanische Klöster zerstört)
- Dolorosa. Basílica y Real Santuario de Santa María de la Victoria, Málaga
- Dolorosa de la Santa Iglesia Catedral Basílica de la Encarnación
- Niño en la cuna. Museo del Císter, Málaga
- Aparición de la Virgen a San Antonio de Padua. Museum von Málaga
- Busto de Dolorosa. Convento de San José, Málaga, ähnlich der Dolorosa von Cuenca (1931 bei Brandanschlägen auf spanische Klöster zerstört)
- Busto de Dolorosa. Sakristei der Kathedrale von Cuenca
- San Elías. Iglesia de la Encarnación. Alcaudete (Jaén)

- Paarbüsten Ecce Homo und Mater dolorosa. Metropolitan Museum of Art, New York
- Dolorosa. Fitzwilliam Museum, Cambridge (Vereinigtes Königreich)
- San Diego. San Diego Museum of Art, San Diego (Kalifornien)
- Inmaculada Concepción. Iglesia museo de San Antolín, Tordesillas (Valladolid)
- Paarbüsten Ecce Homo und Mater dolorosa, Convento de las puras, Almería
- Inmaculada Concepción, Liebieghaus Skulpturensammlung Frankfurt